# Moïse Lévy (rabbin)
Pour les articles homonymes, voir Lévy et Moïse Lévy (homonymie).
Moïse Lévy, né le 12 août 1915 à Antalya (Turquie) et décédé le 29 septembre 2003, en Belgique, est un rabbin sépharade de nationalité italienne qui a été pendant 53 ans à la tête de la communauté juive du Congo.

## Biographie
Moïse Lévy nait en 1915 à Antalya, dans l'Empire ottoman. Il passe sa jeunesse dans l'île de Rhodes, alors sous autorité italienne. Là il suit des études au collège rabbinique. À 22 ans, après avoir été ordonné rabbin, il part pour le Congo belge, où une petite communauté juive, principalement constituée d'originaires de Rhodes, s'est formée à Élisabethville (Lubumbashi), dans la riche province minière du Katanga. Il devient ainsi, en 1937, le premier rabbin du Congo et, en 1953, le « grand rabbin pour le Congo belge, le Rwanda, le Burundi et la Rhodésie du Nord ». Il organise, seul, les prières et cérémonies rituelles de passage et autres permettant de maintenir une vie religieuse suivant la tradition juive: circoncision, Bar Mitzva, mariages, cours de religion, abattage rituel. En cas de différends entre membres de la communauté, il agissait en médiateur et son avis était accepté comme final, évitant ainsi le recours à l'administration coloniale.
Le rabbin acquiert au Congo une influence dépassant largement le cadre de sa petite communauté. Durant la période coloniale, les gouverneurs de province belges le consultent régulièrement. Il a des audiences avec les rois belges Léopold III et Baudouin Ier. La colonie belge devient indépendante en 1960. Immédiatement, le Katanga fait sécession. Moïse Tshombe, le président de l'État katangais, connait bien le rabbin qui l'a soutenu dans sa jeunesse, à l'occasion d'un différend avec deux Juifs pour des dettes non honorées. Il lui confie alors des missions diplomatiques en France, aux États-Unis et en Israël. Après la prise de pouvoir de Mobutu en 1965, ce dernier maintient de bonnes relations avec le rabbin qu'il reçoit à plusieurs reprises et décore de l'ordre national du Léopard. 
En 1991, alors que des troubles agitent le Zaïre, il décide de partir en Belgique pour y passer sa retraite.